# Municipio de Shaler
El municipio de Shaler (en inglés: Shaler Township) es un municipio ubicado en el condado de Allegheny en el estado estadounidense de Pensilvania. En el año 2000 tenía una población de 1.039 habitantes y una densidad poblacional de 108.5 personas por km².

## Geografía
El municipio de Shaler se encuentra ubicado en las coordenadas 40°31′15″N 79°57′49″O / 40.52083, -79.96361.

## Demografía
Según la Oficina del Censo en 2000 los ingresos medios por hogar en la localidad eran de $49,118 y los ingresos medios por familia eran $56,998. Los hombres tenían unos ingresos medios de $40,991 frente a los $29,473 para las mujeres. La renta per cápita para la localidad era de $23,223. Alrededor del 4,6% de la población estaban por debajo del umbral de pobreza.